# Colnago
Colnago ist ein italienischer Hersteller von Rennradrahmen, Querfeldeinrahmen, Mountainbikerahmen, Bahnrahmen und auch Zeitfahrrahmen. 1954 gründete Ernesto Colnago das Unternehmen, dessen langjähriger Geschäftsführer er war. Im Jahr 2020 wurde Colnago an Chimera Investments LLC mit Sitz in Abu Dhabi verkauft.

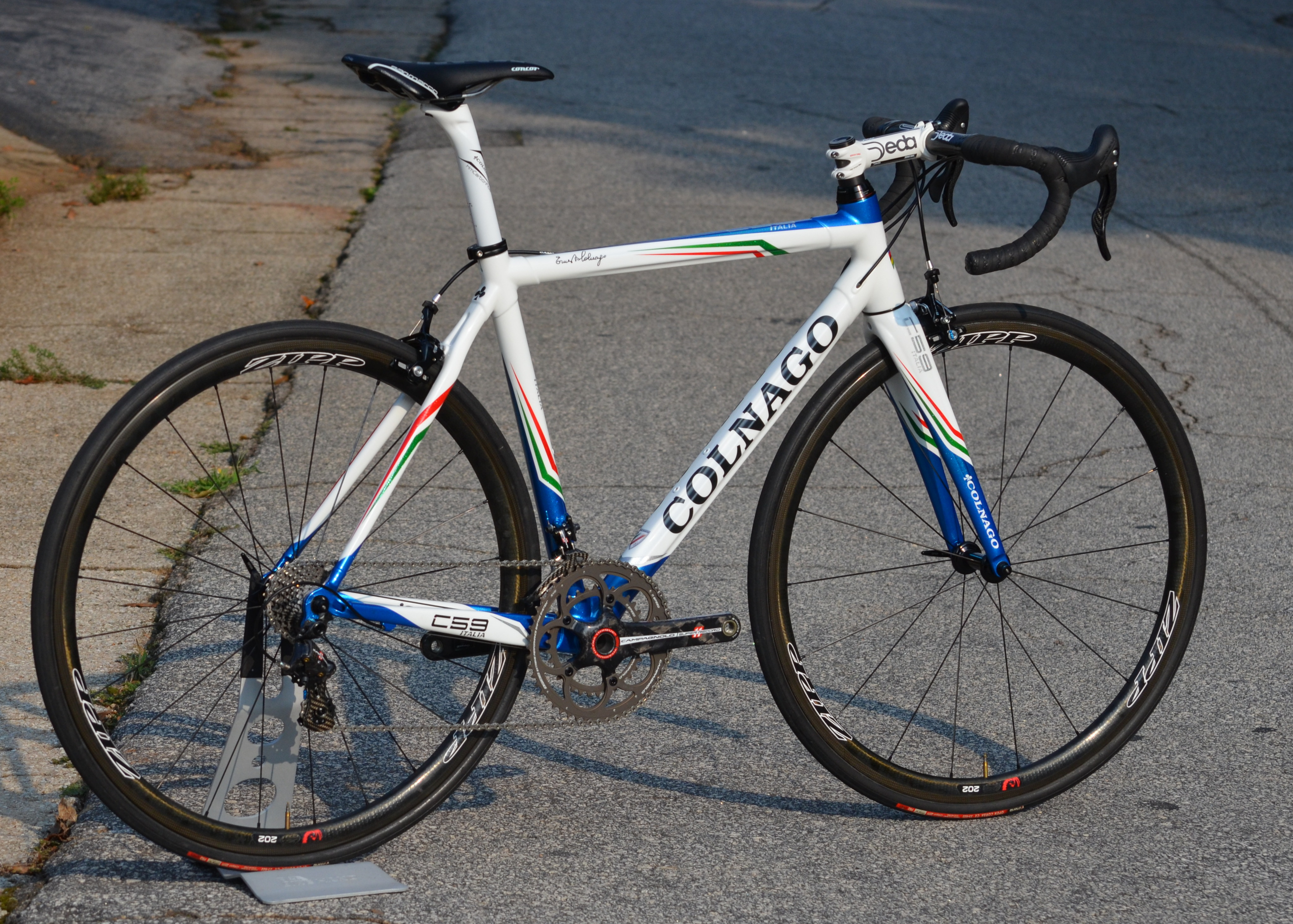
Colnago C59

Viele der in der Produktpalette angesiedelten Rahmen entstehen fast vollständig in Handarbeit am Hauptsitz in Cambiago, Italien und haben unter anderem handlackierte Abziehbilder. Jedoch werden seit etwa 2003 auch Rahmen (vorwiegend preiswertere Modelle) sowie Rahmenteile und Gabeln (insbesondere Carbonbauteile) bei verschiedenen Herstellern in Fernost gebaut beziehungsweise zugekauft. Im Jahr 2010 hatte die bisher ausschließlich auf Rennradrahmen spezialisierte Marke auch ein Mountainbike im Programm. Das mit der Bezeichnung „Rock“ geführte Modell verfügte über einen Carbonrahmen und Anbauteile aus dem High-End-Bereich und sollte die Gemeinde aus dem Offroad-Bereich ansprechen.
Colnago stellt sich gegen etablierte Trends in der Radsportbranche: So wurden etwa integrierte Steuersätze oder sehr stark abfallende Oberrohre nicht umgesetzt, sondern auf „klassische“ Rahmentechnologie zurückgegriffen. Gleichwohl werden moderne High-Tech-Materialien eingesetzt. Zusammen mit Ferrari entwickelte Colnago in den 1980ern und 1990ern neue Carbontechnologien für den Fahrradrahmenbau. Ein Beispiel sind die Carbonrahmen der C-Serie, die sehr steif und leicht sind und ein klassisches Aussehen besitzen. Die C-Serie wird nach dem Firmenalter benannt.

## Radsport
Colnago belieferte in der Saison 2009 keine UCI ProTeams mehr, nachdem im Jahr 2008 noch Rabobank und Team Milram sowie das UCI Professional Continental Team und Team Tinkoff Credit Systems beliefert wurden, sondern konzentrierte sich auf verschiedene Werksteams und andere kleinere Mannschaften wie das Team Europcar aus Frankreich.
Im Jahr 2012 fuhren die Straßenradteams Team Europcar, Colnago-CSF Inox und Team Type 1-Sanofi mit Colnago-Rädern. Gegenwärtig werden Colnago-Räder vom UCI WorldTeam UAE Team Emirates eingesetzt, dessen Fahrer Tadej Pogačar die Tour de France 2020, die Tour de France 2021, die Tour de France 2024 und die Tour de France 2025 gewann.

## Marke „Colnago Sport“

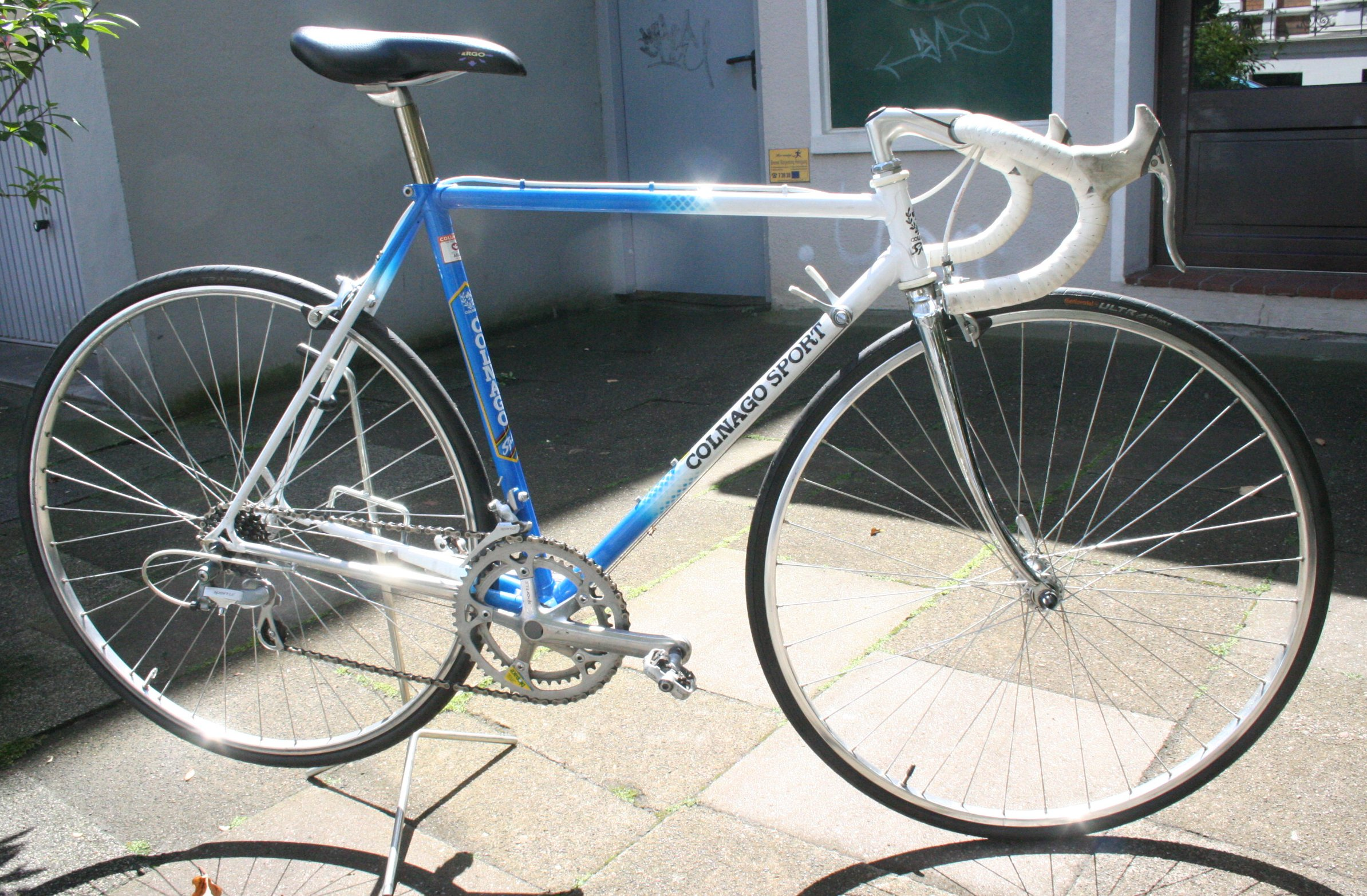
Colnago Sport Rennrad mit Columbus Aelle Rohr

Räder mit dem Label und Decal „Colnago Sport“ wurden Mitte der 1980er Jahre von Velosport ausschließlich für die eigene Hausmarke hergestellt. Die Rahmen wurden teilweise auch in Italien produziert und u. a. mit Gipiemme-Ausfallenden ausgestattet.

## Bibliographie
- Rino Negri – Quando la bici è arte (die Geschichte von Ernesto Colnago)